# Luna senza miele
Luna senza miele (Thrill of a Romance) è un film del 1945 diretto da Richard Thorpe. Le scene danzate furono dirette da Charles Walters.  Questo fu il secondo di cinque film che Williams e Johnson girarono insieme.

## Trama
Una giovane donna, Cynthia Glenn, si unisce in matrimonio con un ricco uomo d'affari il quale, proprio la sera delle nozze, deve lasciare la sposa richiamato d'urgenza a Washington. Durante l'assenza del marito, Cynthia conosce Tommy, un eroe di guerra, e se ne innamorerà.

## Produzione
Il film fu prodotto dalla Metro-Goldwyn-Mayer e venne girato in California, al Big Bear Lake, al Lake Arrowhead, al Yosemite National Park e all'Arrowhead Springs Hotel di San Bernardino.

## Distribuzione
Distribuito dalla Metro-Goldwyn-Mayer (MGM), il film fu presentato in prima il 23 maggio 1945. A New York il 24 maggio, a Los Angeles il 2 luglio 1945 con il titolo originale Thrill of a Romance.
Il film, nei soli Stati Uniti, incassò 4.338.000 di dollari.